# Course en ligne masculine de cyclisme sur route aux Jeux olympiques d'été de 2012
Navigation
Pékin 2008 Rio de Janeiro 2016
La course en ligne masculine de cyclisme sur route, épreuve de cyclisme des Jeux olympiques d'été de 2012, a lieu le 28 juillet 2012 dans le sud-ouest de Londres sur 250 kilomètres. L'Espagnol Samuel Sánchez est le tenant du titre, mais en raison d'une blessure sur le Tour de France 2012, il ne participe pas à l'épreuve. La médaille d'or revient au coureur Kazakh Alexandre Vinokourov, la médaille d'argent au Colombien Rigoberto Urán et la médaille de bronze au Norvégien Alexander Kristoff.

## Qualification
Les dix pays les mieux classés au classement final de l'UCI World Tour 2011 peuvent aligner cinq coureurs pour représenter leur pays. Les nations avec cinq coureurs sont : l'Espagne, la Belgique, l'Italie, l'Australie, la Grande-Bretagne, l'Allemagne, les Pays-Bas, les États-Unis et la Suisse. Le Luxembourg qui s'est classé neuvième dans le classement aligne un seul coureur. Parmi les autres nations classées, la France et le Danemark alignent quatre coureurs, la Norvège et l'Irlande trois, le Kazakhstan et la Slovaquie deux, le Costa Rica et la Lettonie un seul coureur.
Les six premiers pays de l'UCI Europe Tour — Slovénie, Russie, Portugal, Pologne, Turquie et Biélorussie — en plus de la Colombie, le Venezuela, le Brésil (les trois premiers de l'UCI America Tour), l'Iran (premier de l'UCI Asia Tour) et le Maroc (premier de l'UCI Africa Tour) alignent trois coureurs. Les autres nations présentes dans la course sont représentées par un ou deux coureurs. Il y a un total de 145 coureurs au départ.

## Parcours

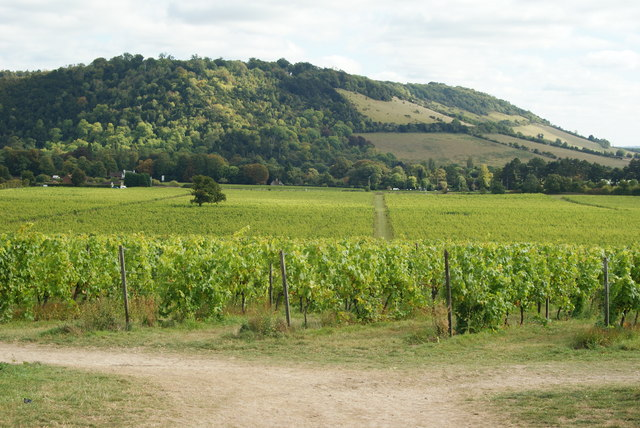
Le Box Hill est à franchir neuf fois dans la course.

La course part et se termine à The Mall. Les coureurs se dirigent vers le sud-ouest à travers la ville, traversant la Tamise à Putney Bridge, et ils poursuivent leur route à travers Richmond Park en passant par Hampton Court Palace. La partie de la course se déroulant à Surrey inclut plusieurs tours d'une boucle difficile autour de Box Hill avant que les coureurs ne se dirigent vers le Nord à travers Leatherhead, Esher, Kingston upon Thames, Richmond Park pour atteindre à nouveau The Mall pour l'arrivée.

## London-Surrey Cycle Classic
En août 2011, 150 coureurs répartis dans 22 équipes prennent part à la London-Surrey Cycle Classic. Cette course sert de test à un an des Jeux olympiques de Londres 2012. La victoire est revenue au Britannique Mark Cavendish.

## Favoris
Le champion du monde 2011, le Britannique Mark Cavendish est considéré comme le favori pour la course, même si ses chances dépendent de savoir si la course se termine au sprint. Les coureurs qui ont terminé premier et deuxième du Tour de France 2012, Bradley Wiggins et Christopher Froome, font partie de l'équipe de Grande-Bretagne au service de Cavendish. Les autres sprinteurs au départ sont le vainqueur du dernier classement par points du Tour, le Slovaque Peter Sagan, le Belge Tom Boonen, l'Australien Matthew Goss, l'Allemand André Greipel et le Norvégien Edvald Boasson Hagen.
Si la course ne se termine pas par une arrivée au sprint, Sagan et Boonen pourraient également se jouer la victoire, avec d'autres spécialistes de classiques tels que le Suisse Fabian Cancellara, médaillé d'argent en 2008 à Pékin, le Belge Philippe Gilbert ou les Espagnols Luis León Sánchez et Alejandro Valverde.
Le champion en titre Samuel Sánchez, blessé, ne défendra pas ses chances à cause d'une blessure subie au Tour de France 2012.

## Programme
Tous les temps correspondent à l'UTC+1
| Date                   | Horaire | Manche |
| ---------------------- | ------- | ------ |
| Samedi 28 juillet 2012 | 10 h 00 | Finale |

## Récit de la course
Une échappée de douze coureurs de nombreuses nationalités est prise en chasse par les équipes de Grande-Bretagne et d'Allemagne, qui roulent pour leurs sprinters respectifs Mark Cavendish et André Greipel. Le groupe des douze est rattrapé à 70 kilomètres de l'arrivée. Dans les passages difficiles de la course, plusieurs attaques sont menées notamment par Vincenzo Nibali et Philippe Gilbert. Ces attaques obligent l'équipe britannique à multiplier ses efforts pour poursuivre les fuyards. Elle finit par craquer en laissant partir, à trente kilomètres de l'arrivée, un gros groupe d'une vingtaine de coureurs. Ce groupe rattrape Philippe Gilbert, qui est en échappée solitaire depuis une quinzaine de kilomètres. À environ dix kilomètres de l'arrivée, Fabian Cancellara, qui mène le groupe, rate un virage et fait une chute spectaculaire qui le prive de toute chance de victoire finale. Alexandr Kolobnev attaque peu après mais est rapidement repris. C'est ensuite Alexandre Vinokourov qui accélère. Il n'est suivi que par Rigoberto Urán. Les deux hommes collaborent bien ensemble et profitent de la désorganisation du groupe des poursuivants, où très peu d'équipes ont plusieurs coureurs. L'équipe d'Espagne, la seule vraiment armée pour faire une poursuite, s'est de plus fatiguée précédemment en menant la chasse  derrière Philippe Gilbert. Vinokourov et Uran se disputent donc la victoire. Le Colombien rate son sprint en le lançant trop tard et Vinokourov s'impose assez facilement. Alexander Kristoff s'impose au sprint des poursuivants et remporte donc la médaille de bronze,.

## Résultats
La liste des participants est publiée le 23 juillet.
| Rang | Coureur                | Pays             | Temps                         |
| ---- | ---------------------- | ---------------- | ----------------------------- |
|      | Alexandre Vinokourov   | Kazakhstan       | 5 h 45 min 57 s (43,359 km/h) |
|      | Rigoberto Urán         | Colombie         | m.t                           |
|      | Alexander Kristoff     | Norvège          | à 8 s                         |
| 4    | Taylor Phinney         | États-Unis       | m.t                           |
| 5    | Sergueï Lagoutine      | Ouzbékistan      | m.t                           |
| 6    | Stuart O'Grady         | Australie        | m.t                           |
| 7    | Jürgen Roelandts       | Belgique         | m.t                           |
| 8    | Grégory Rast           | Suisse           | m.t                           |
| 9    | Luca Paolini           | Italie           | m.t                           |
| 10   | Jack Bauer             | Nouvelle-Zélande | m.t                           |
| 11   | Lars Boom              | Pays-Bas         | m.t                           |
| 12   | Jakob Fuglsang         | Danemark         | m.t                           |
| 13   | Rui Costa              | Portugal         | m.t                           |
| 14   | Luis León Sánchez      | Espagne          | m.t                           |
| 15   | Roman Kreuziger        | Tchéquie         | m.t                           |
| 16   | Sergio Henao           | Colombie         | m.t                           |
| 17   | Andriy Grivko          | Ukraine          | m.t                           |
| 18   | Alejandro Valverde     | Espagne          | m.t                           |
| 19   | Philippe Gilbert       | Belgique         | m.t                           |
| 20   | Sylvain Chavanel       | France           | m.t                           |
| 21   | Janez Brajkovič        | Slovénie         | m.t                           |
| 22   | Fumiyuki Beppu         | Japon            | m.t                           |
| 23   | Robert Gesink          | Pays-Bas         | m.t                           |
| 24   | Alexandr Kolobnev      | Russie           | m.t                           |
| 25   | Lars Petter Nordhaug   | Norvège          | m.t                           |
| 26   | Jonathan Castroviejo   | Espagne          | à 16 s                        |
| 27   | André Greipel          | Allemagne        | à 40 s                        |
| 28   | Tom Boonen             | Belgique         | m.t                           |
| 29   | Mark Cavendish         | Royaume-Uni      | m.t                           |
| 30   | Arnaud Démare          | France           | m.t                           |
| 31   | Francisco Ventoso      | Espagne          | m.t                           |
| 32   | Murilo Fischer         | Brésil           | m.t                           |
| 33   | Tyler Farrar           | États-Unis       | m.t                           |
| 34   | Peter Sagan            | Slovaquie        | m.t                           |
| 35   | Andrey Amador          | Costa Rica       | m.t                           |
| 36   | Bernhard Eisel         | Autriche         | m.t                           |
| 37   | Wong Kam Po            | Hong Kong        | m.t                           |
| 38   | Elia Viviani           | Italie           | m.t                           |
| 39   | Héctor Rangel          | Mexique          | m.t                           |
| 40   | Daryl Impey            | Afrique du Sud   | m.t                           |
| 41   | Radoslav Rogina        | Croatie          | m.t                           |
| 42   | Matti Breschel         | Danemark         | m.t                           |
| 43   | Assan Bazayev          | Kazakhstan       | m.t                           |
| 44   | José Joaquín Rojas     | Espagne          | m.t                           |
| 45   | Miguel Ubeto           | Venezuela        | m.t                           |
| 46   | Borut Božič            | Slovénie         | m.t                           |
| 47   | Ramūnas Navardauskas   | Lituanie         | m.t                           |
| 48   | Yukiya Arashiro        | Japon            | m.t                           |
| 49   | Manuel António Cardoso | Portugal         | m.t                           |
| 50   | Rene Mandri            | Estonie          | m.t                           |
| 51   | Jackson Rodríguez      | Venezuela        | m.t                           |
| 52   | Vladimir Isaychev      | Russie           | m.t                           |
| 53   | Yauheni Hutarovich     | Biélorussie      | m.t                           |
| 54   | Ivan Stević            | Serbie           | m.t                           |
| 55   | David McCann           | Irlande          | m.t                           |
| 56   | Aleksejs Saramotins    | Lettonie         | m.t                           |
| 57   | Martin Elmiger         | Suisse           | m.t                           |
| 57   | Nicki Sørensen         | Danemark         | m.t                           |
| 59   | Gediminas Bagdonas     | Lituanie         | m.t                           |
| 60   | Michał Kwiatkowski     | Pologne          | m.t                           |
| 61   | Danail Petrov          | Bulgarie         | m.t                           |
| 62   | Adil Jelloul           | Maroc            | m.t                           |
| 63   | Ryder Hesjedal         | Canada           | m.t                           |
| 64   | Laurent Didier         | Luxembourg       | m.t                           |
| 65   | Jussi Veikkanen        | Finlande         | m.t                           |
| 66   | Dmytro Krivtsov        | Ukraine          | m.t                           |
| 67   | Arnold Alcolea         | Cuba             | m.t                           |
| 68   | Kristijan Đurasek      | Croatie          | m.t                           |
| 69   | Nélson Oliveira        | Portugal         | m.t                           |
| 70   | Tomás Gil              | Venezuela        | m.t                           |
| 71   | Lars Ytting Bak        | Danemark         | m.t                           |
| 72   | Gonzalo Garrido        | Chili            | m.t                           |

| Rang | Coureur                       | Pays             | Temps         |
| ---- | ----------------------------- | ---------------- | ------------- |
| 73   | Daniel Teklehaimanot          | Érythrée         | m.t           |
| 74   | Sebastian Langeveld           | Pays-Bas         | m.t           |
| 75   | Jan Bárta                     | Tchéquie         | m.t           |
| 76   | Gustav Larsson                | Suède            | m.t           |
| 77   | Vegard Stake Laengen          | Norvège          | m.t           |
| 78   | Branislau Samoilau            | Biélorussie      | m.t           |
| 79   | Grega Bole                    | Slovénie         | m.t           |
| 80   | Cadel Evans                   | Australie        | m.t           |
| 81   | Daniel Schorn                 | Autriche         | m.t           |
| 82   | Niki Terpstra                 | Pays-Bas         | m.t           |
| 83   | Simon Gerrans                 | Australie        | m.t           |
| 84   | Maciej Bodnar                 | Pologne          | m.t           |
| 85   | Matthew Goss                  | Australie        | m.t           |
| 86   | Tony Gallopin                 | France           | m.t           |
| 87   | Michael Schär                 | Suisse           | m.t           |
| 88   | Timothy Duggan                | États-Unis       | m.t           |
| 89   | Nicolas Roche                 | Irlande          | m.t           |
| 90   | Daniel Martin                 | Irlande          | m.t           |
| 91   | Michael Rogers                | Australie        | m.t           |
| 92   | Greg Van Avermaet             | Belgique         | m.t           |
| 93   | Christopher Horner            | États-Unis       | à 49 s        |
| 94   | Ian Stannard                  | Royaume-Uni      | à 50 s        |
| 95   | Bert Grabsch                  | Allemagne        | m.t           |
| 96   | Michael Albasini              | Suisse           | m.t           |
| 97   | Lieuwe Westra                 | Pays-Bas         | m.t           |
| 98   | Denis Menchov                 | Russie           | à 54 s        |
| 99   | Sacha Modolo                  | Italie           | m.t           |
| 100  | Stijn Vandenbergh             | Belgique         | m.t           |
| 101  | Vincenzo Nibali               | Italie           | à 57 s        |
| 102  | Marcel Sieberg                | Allemagne        | à 1 min 11 s  |
| 103  | Bradley Wiggins               | Royaume-Uni      | à 1 min 17 s  |
| 104  | Tejay van Garderen            | États-Unis       | à 1 min 34 s  |
| 105  | John Degenkolb                | Allemagne        | à 2 min 51 s  |
| 106  | Fabian Cancellara             | Suisse           | à 4 min 43 s  |
| 107  | Marco Pinotti                 | Italie           | à 7 min 7 s   |
| 108  | David Millar                  | Royaume-Uni      | à 8 min 19 s  |
| 109  | Christopher Froome            | Royaume-Uni      | à 11 min 27 s |
| 110  | Ioánnis Tamourídis            | Grèce            | m.t           |
| -    | Maximiliano Richeze           | Argentine        | HD            |
| -    | Byron Guamá                   | Équateur         | HD            |
| -    | Mahdi Sohrabi                 | Iran             | HD            |
| -    | Gabor Kasa                    | Serbie           | HD            |
| -    | Ahmet Akdilek                 | Turquie          | HD            |
| -    | Gregolry Panizo               | Brésil           | Abd           |
| -    | Edvald Boasson Hagen          | Norvège          | Abd           |
| -    | Azzedine Lagab                | Algérie          | Abd           |
| -    | Spas Gyurov                   | Bulgarie         | Abd           |
| -    | Mohammed Adiq Husainie Othman | Malaisie         | Abd           |
| -    | Miraç Kal                     | Turquie          | Abd           |
| -    | Kemal Küçükbay                | Turquie          | Abd           |
| -    | Muradian Khalmuratov          | Ouzbékistan      | Abd           |
| -    | Magno Nazaret                 | Brésil           | Abd           |
| -    | Tony Martin                   | Allemagne        | Abd           |
| -    | Krisztián Lovassy             | Hongrie          | Abd           |
| -    | Amir Rusli                    | Malaisie         | Abd           |
| -    | Oleg Berdos                   | Moldavie         | Abd           |
| -    | Michał Gołaś                  | Pologne          | Abd           |
| -    | Andrei Nechita                | Roumanie         | Abd           |
| -    | Vasil Kiryienka               | Biélorussie      | Abd           |
| -    | Alireza Haghi                 | Iran             | Abd           |
| -    | Gregory Henderson             | Nouvelle-Zélande | Abd           |
| -    | Giorgi Nadiradze              | Géorgie          | Abd           |
| -    | Park Sung-baek                | Corée du Sud     | Abd           |
| -    | Soufiane Haddi                | Maroc            | Abd           |
| -    | Manuel Rodas                  | Guatemala        | Abd           |
| -    | Dan Craven                    | Namibie          | Abd           |
| -    | Mouhssine Lahsaini            | Maroc            | Abd           |
| -    | Omar Hasanin                  | Syrie            | Abd           |
| -    | Jorge Soto                    | Uruguay          | Abd           |
| -    | Fabio Duarte                  | Colombie         | Abd           |
| -    | Mickaël Bourgain              | France           | Abd           |
| -    | Amir Zargari                  | Iran             | Abd           |